# Barry J. Ratcliffe
Pour les articles homonymes, voir Ratcliffe.
Barry J. Ratcliffe est un acteur, producteur et scénariste américain né le 6 mars 1962 à Rocky Mount, Virginie (États-Unis).

## Filmographie

### comme acteur
- 2004 : Dead & Breakfast de Matthew Leutwyler (en) : Bar Guy
- 2005 : No Rules : Cop #1
- 2005 : Tweek City : Cop #2
- 2005 : Brothers in Arms : Mr. Hickle
- 2005 : Go for Broke 2 (TV) : Mr. Hooter
- 2005 : Journeyman : Terrence Dweller
- 2006 : Candy Stripers : Dr. Dixon
- 2006 : The 9/11 Commission Report : George
- 2006 : Mad World : Mr. Bunch

### comme producteur
- 2005 : Go for Broke 2 (TV)